# Lolkisale
Lolkisale ist ein Verwaltungsbezirk (Ward) des Distrikts Monduli in der tansanischen Region Arusha.

## Geografie
Lolkisale liegt im Norden von Tansania, etwa 50 Kilometer südwestlich der Regionshauptstadt Arusha. Das Land ist hügelig in etwa 1400 Meter Seehöhe mit einer mächtigen Erhebung von über 2000 Metern im Süden nahe der Grenze zur Region Manyara. Bei der Volkszählung 2022 lebten hier 9466 Menschen in 2190 Haushalten.

## Gliederung
Der Bezirk besteht aus drei Gemeinden (Mtaa) mit zehn Orten (Kitongoji):
| Lolkisale - Lolkisale A - Lolkisale B - Ndarpoi - Makao Mapya | Nafco - Osilalei - Loongolwa B - Loongolwa C | Tukusi - Makao Mapya - Nakweni - Chemchemi |

## Wirtschaft und Infrastruktur
- Gesundheit: Im Bezirk liegen drei staatliche Apotheken, je eine in Lolkisale,[6] Nafco[7] und Tukusi.[8]